# 詹姆斯·麦克特格
詹姆斯·麥克特格 (James McTeigue，1967年12月29日—） 是一名澳大利亚电影导演。他曾在许多电影中担任助理导演，包括No Escape (1994), 《黑客帝国》系列 (1999–2003)和《星際大戰二部曲：複製人全面進攻》 (2002), 他导演的首部作品是2006年的《V字仇杀队》。
他生长于悉尼，在沃加沃加查爾斯史都華大學学习电影。

## 影视作品

### 导演
- V字仇杀队/V for Vendetta (2006)
- 忍者刺客/Ninja Assassin (2009)
- 神探愛倫坡：黑鴉兇殺案/The Raven (2012)
- Caserta Palace Dream (2014；短片)
- 倒數行動/Survivor (2015)
- 超感8人組/Sense8 (2015；電視劇)[1][2]
- 马可·波罗/Marco Polo (2016；電視劇，第二季)
- 破門而入/Breaking In (2018)
- 救世神話/Messiah (2020；電視劇)